# 166e méridien ouest
En géographie, le 166e méridien ouest est le méridien joignant les points de la surface de la Terre dont la longitude est égale à 166° ouest.

## Géographie

### Dimensions
Comme tous les autres méridiens, la longueur du 166e méridien correspond à une demi-circonférence terrestre, soit 20 003,932 km. Au niveau de l'équateur, il est distant du méridien de Greenwich de 18 479 km,.
Avec le 14e méridien est, il forme un grand cercle passant par les pôles géographiques terrestres.

### Régions traversées
En commençant par le pôle Nord et descendant vers le sud au pôle Sud, Le 166e méridien ouest passe par:
| Coordonnées           | Pays, territoire ou mer | Notes |
| --------------------- | ----------------------- | --- |
| 90° 00′ N, 166° 00′ O | Océan Arctique          | |
| 71° 47′ N, 166° 00′ O | Mer des Tchouktches     | |
| 68° 52′ N, 166° 00′ O | États-Unis              | Alaska |
| 68° 10′ N, 166° 00′ O | Mer des Tchouktches     | |
| 66° 33′ N, 166° 00′ O | Mer de Bering           | |
| 66° 16′ N, 166° 00′ O | États-Unis              | Alaska — Péninsule de Seward |
| 68° 10′ N, 166° 00′ O | Mer de Bering           | Passe juste à l'est de Île Sledge (en), Alaska, États-Unis ( 64° 29′ N, 166° 11′ O) |
| 62° 03′ N, 166° 00′ O | États-Unis              | Alaska — Île Krekatok, Île Neragon et le continent |
| 61° 32′ N, 166° 00′ O | Mer de Bering           | |
| 60° 19′ N, 166° 00′ O | États-Unis              | Alaska — Île Nunivak |
| 59° 52′ N, 166° 00′ O | Mer de Bering           | |
| 54° 11′ N, 166° 00′ O | États-Unis              | Alaska — Île Akutan |
| 54° 03′ N, 166° 00′ O | Océan Pacifique         | Passe juste à l'est de l'Île Unalga, Alaska, États-Unis (à 53° 58′ N, 166° 05′ O) Passe juste à l'est de l'Île Sedanka, Alaska, États-Unis (à 53° 50′ N, 166° 05′ O) Passe juste à l'est du Banc de sable de la Frégate française, Hawaii, États-Unis (at 23° 45′ N, 166° 03′ O) Passe juste à l'ouest de l'atoll Pukapuka, Îles Cook (à 10° 55′ S, 165° 52′ O) |
| 60° 00′ S, 166° 00′ O | Océan Austral           | |
| 78° 28′ S, 166° 00′ O | Antarctique             | Dépendance de Ross, Liste des territoires revendiqués par la Nouvelle-Zélande |